# Italienischer Walzer
Italienischer Walzer ist ein Walzer von Johann Strauss Sohn (op. 407). Das Werk wurde am 22. März 1882 im Konzertsaal des Wiener Musikvereins erstmals aufgeführt. 